# Rockmond Dunbar
Rockmond Dunbar (Berkeley, California, 11 de enero de 1973) es un actor estadounidense, conocido por su papel como Dennis Abbott en la serie The Mentalist, Benjamin Miles "C-Note" Franklin en la serie de televisión Prison Break de la cadena FOX, y como Eli Roosvelt en Sons of Anarchy.

## Filmografía selecta
| Año         | Título                | Rol                              |
| ----------- | --------------------- | -------------------------------- |
| 2018        | City of Lies          | Dreadlocks                       |
| 2018 - 2022 | 9-1-1                 | Michael Grant                    |
| 2013 - 2015 | The Mentalist         | Dennis Abbott                    |
| 2011 - 2013 | Sons of Anarchy       | Eli Roosvelt                     |
| 2005 - 2017 | Prison Break          | Benjamin Miles "C-Note" Franklin |
| 2006        | Dirty Laundry         | Patrick                          |
| 2005        | Head Cases            | Dr. Robinson                     |
| 2005        | Kiss Kiss, Bang Bang  | Sr. Fire                         |
| 2004        | North Shore           | Agente Fernley                   |
| 2004        | Girlfriends           | Jalen                            |
| 2001        | All About You         | Tim                              |
| 2000        | Soul Food: The Series | Kenny Chadway                    |
| 1999        | The Practice          | Byron Little                     |
| 1997        | The Good News         | Bonz                             |
| 1994        | Earth 2               | Baines                           |